# Koelie

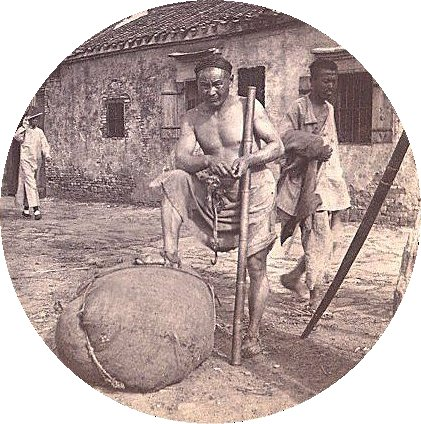
Koelie-arbeider rond 1900 in de Chinese stad Zhenjiang (Jiangsu). De bamboestok waar hij op leunt werd gebruikt voor het hijsen en wegdragen van de buidel aan zijn voeten met de stok over zijn schouder, waarbij de buidel tegen zijn rug aanleunde. Aan de linkerzijde staat op de achtergrond een andere man die deze techniek gebruikt om een zware last te dragen

Koelie is een pejoratieve term voor arbeiders voor zwaar handwerk afkomstig uit Azië, voornamelijk uit China, Brits-Indië en Nederlands-Indië (Java). De term wordt in het Nederlands specifiek gebruikt voor koloniale contractarbeiders (loonslaven) uit de tijd na de slavernij die werkzaam waren in West- en Oost-Indië. 
De term werd voor het eerst gebruikt in de 16e eeuw door Europese handelaren in Azië. In de 18e en de 19e eeuw, werd de term gebruikt in het Britse-koloniale rijk voor het transport en de werving van Aziatische contractarbeiders via arbeidscontracten op suikerplantages als vervanging voor Afrikaanse slaven.
Het woord heeft verder verschillende negatieve implicaties. In het modern Nederlands; wordt het meestal als beledigend beschouwd: moeten werken als een koelie (mensonwaardig); koeliewerk (zwaar, vernederend en eentonig).
In de 21e eeuw wordt koelie  beschouwd als een racistische en beledigende term of scheldwoord jegens Aziaten in Oceanië , Afrika, Zuidoost-Azië en Amerika; vooral in het Caraïbisch gebied.

## Oorsprong van het woord

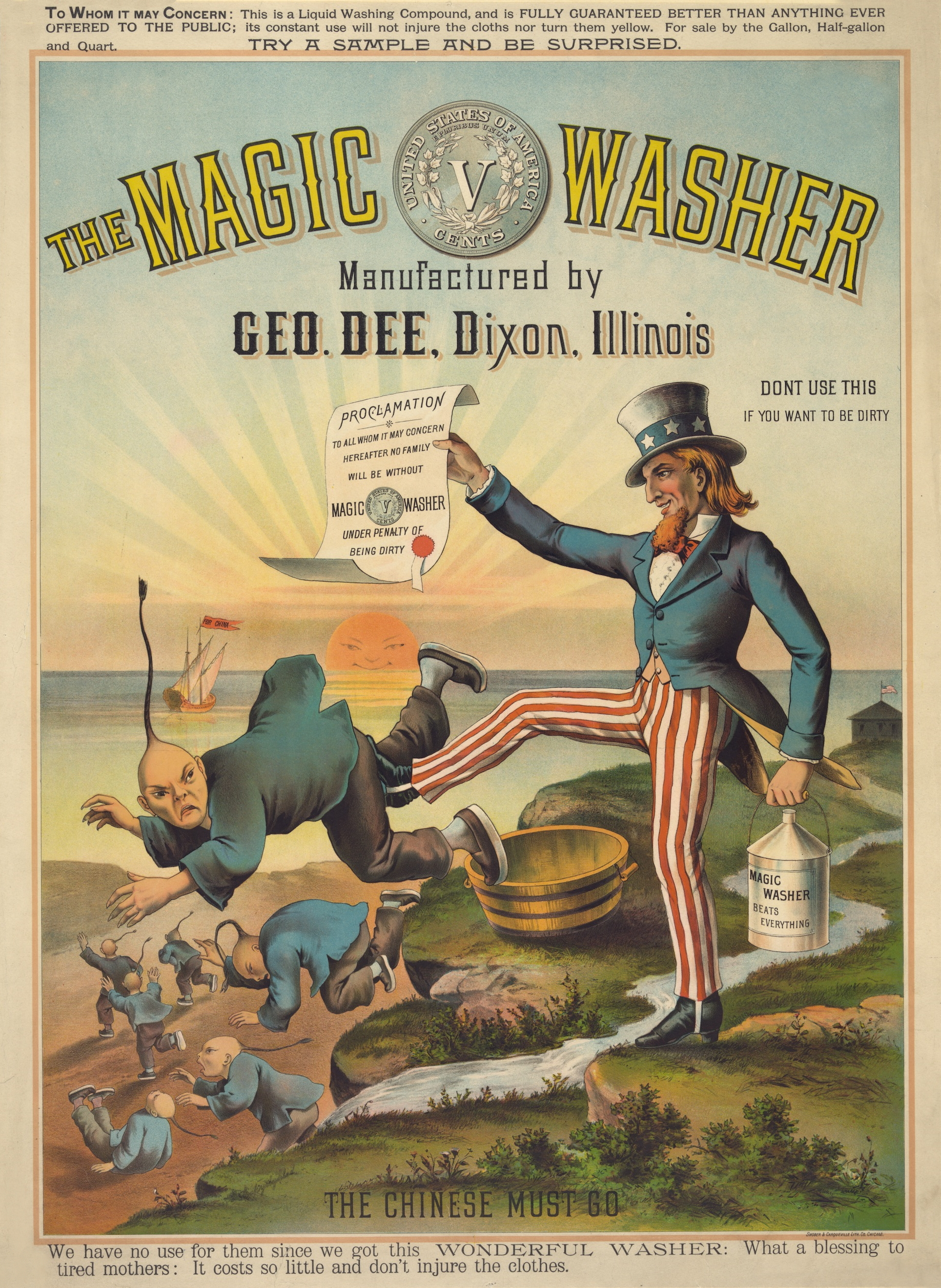
Amerikaanse commerciële/politieke cartoon: Uncle Sam die een Chinees er uit schopt, verwijzend naar zowel de Chinese Exclusion Act uit 1882 als naar de 'Magic Washer'.

In 1727 beschreef dr. Engelbert Kaempfer koelies als havenwerkers die Nederlandse koopvaardijschepen uitlaadden in Nagasaki. Het woord was toen blijkbaar al ingeburgerd. Volgens het Woordenboek der Nederlandsche Taal is het waarschijnlijk rechtstreeks overgenomen uit Brits-Indië.
Het woord koelie kan worden herleid tot het Hindi woord qūlī (क़ूली), wat "(dag-)werker" betekent, en misschien zelfs tot Kulī, een inheemse stam in Gujarat of tot het Tamil-woord kuli கூலி ("loon") (Encyclopædia Britannica).  Een andere vorm die nauw verwant is aan het Hindi qūlī is het Bengali kuli. In de Caribische regionen is koelie ook een scheldwoord voor inwoners van Aziatische komaf, met name personen die Indiase en Chinese wortels hebben, vooral in Suriname, Guyana en op Trinidad en Tobago is dit woord wijdverbreid.
Het Chinese woord 苦力 (Pinyin: kǔlì) betekent letterlijk "bitter hard (gebruik van) kracht". De meest gebruikelijke Chinese term is 咕喱 (Pinyin: gūlí). Op het eiland Billiton werd de term gebruikt voor Chinese contractarbeiders in de tinmijnen.
In het Maleis is het een woord voor arbeider. In de Verenigde Staten werd de term in de 19e eeuw voornamelijk gebruikt voor Chinese immigranten. 

## Ontstaan van behoefte aan koelies
De vraag naar koelies ontstond in Nederlands-Indië na de afschaffing van het cultuurstelsel en Suriname (uit Brits-Indië en Java) na afschaffing van de slavernij. Onder het cultuurstelsel was de bevolking via de inheemse hoofden verplicht om 1/5 deel van de opbrengst van hun land af te staan aan de Nederlanders. Na de afschaffing van het cultuurstelsel door de agrarische wetten van eind jaren 1860 werd de landbouw vrijgegeven aan private ondernemers.
De ondernemers kregen stukken grond in gebruik van de Nederlandse overheid en begonnen hierop plantages voor thee, koffie, suiker en tabak. Zij werkten met arbeidscontracten, loonarbeid en werknemers. Vooral op Sumatra waren arbeidskrachten schaars. De ondernemers haalden daarom grote aantallen koelies uit het dichtbevolkte China, India en het hedendaagse Indonesië voornamelijk uit Java.

## Koeliecontract
De werknemers op de plantages waren koelies. Zij zagen deze vorm van werk als enige mogelijkheid om inkomsten te verwerven. In sommige bronnen wordt vermeld dat de koelies op basis van vrijwilligheid werden geworven, maar daar past wel wat reserve bij. Ze werden veelal in de val gelokt door ronselaars en die val klapte dicht met vooruitbetaling van een deel van het loon, zodra het driejarige contract werd getekend. Vervolgens werden zij slecht gevoed en uitgebuit, zodanig dat ze aan het eind van de contractperiode op sterven na dood waren.

## Arbeidsomstandigheden
Het draaiend houden van een plantage in een oerwoud bracht heel zwaar werk met zich mee. De koelies waren gebonden aan hun plantages en de huisvesting en hygiënische voorzieningen waren barbaars. Naast hun dagtaak van minimaal 12 uren moesten ze ook voor hun eigen maaltijden zorgen en het loon was onvoldoende om het nodige te kopen.

## Koelieordonnantie

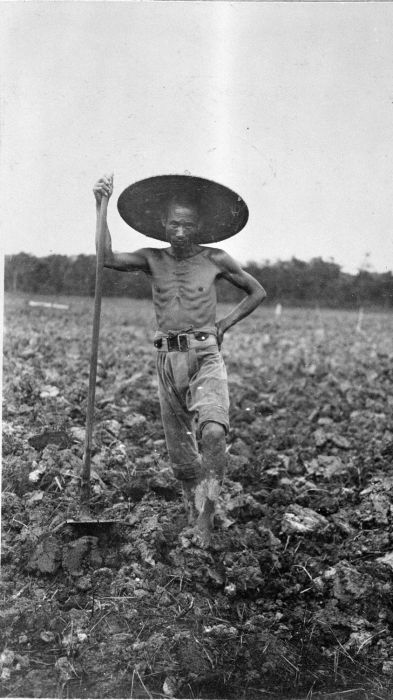
Een koelie in een tabaksveld in Nederlands-Indië

De ondernemers hadden heel veel macht over de koelies. Die werd in 1880 nog eens versterkt door de koelieordonnantie van het gouvernement van Nederlands-Indië. De ondernemer mocht nu optreden als politie en rechter voor de koelies. In de ordonnantie was namelijk opgenomen de zogenaamde poenale sanctie. Die hield in dat een ondernemer zijn koelies voor uiteenlopende zaken mocht straffen, zoals luiheid, belediging of het weglopen van de plantage.
Dit alles leverde wantoestanden op, die aan de kaak werden gesteld in De miljoenen uit Deli (1902), een vlammend pamflet, geschreven door de Nederlandse advocaat mr. J. van den Brand uit Medan. Deze legde uit dat de torenhoge dividenden van de comfortabel in het moederland verblijvende aandeelhouders van de tabaksplantages werden betaald in mensenlevens. Nadat daarover rumoer was ontstaan in de Tweede Kamer zond de gouverneur-generaal op initiatief van minister van koloniën Idenburg de officier van justitie mr. J.L.T. Rhemrev ter plaatse om te onderzoeken of de beschuldigingen van het pamflet op waarheid berustten. Het Rhemrev-rapport bevestigde de aanklachten van het pamflet op vele punten, maar zou geen verdere gevolgen hebben. Idenburg schreef op de omslag van het rapport de verzuchting 'Een treurige geschiedenis van lijden en onrecht' maar legde het stuk in een lade. Ondanks herhaalde verzoeken weigerde hij het rapport openbaar te maken en volgens bronnen ontkende hij tegenover de Kamerleden het bestaan van de wantoestanden die uit het rapport naar voren kwamen.
De laatste Koelieordonnanties zijn in 1941 ingetrokken.

## Einde
In de jaren 1870 kreeg het koeliesysteem een grote klap te verwerken. De Japanse regering liet in juli 1872 beslag leggen op het Portugees schip Maria Luz dat met 231 Chinese koelies aan boord op weg was naar Peru en in Yokohama voor anker was gegaan. Kapitein Heriero werd aangeklaagd voor mishandeling en vrijheidsberoving van de Chinezen. Dit gebeurde onder impuls van Erasmus Peshine Smith, een Amerikaan in Japanse dienst. Het proces resulteerde in een veroordeling, maar daarmee was de zaak niet van de baan. De kapitein vorderde teruggave van zijn 'lading' en de Peruaanse regering uitte oorlogsdreigingen. Na tussenkomst van de Amerikaanse consul werd de zaak ter arbitrage voorgelegd aan de Russische tsaar Alexander II, die in 1875 in het voordeel van Japan oordeelde. De uitkomst van dit diplomatiek incident luidde het einde in van de koeliehandel.

## Modern gebruik
Koelie wordt als pejoratieve term gebruikt om voornamelijk mensen van Aziatische afkomst aan te duiden specifiek mensen met herkomst uit Zuid-Azië, Oost-Azië en Zuidoost-Azië.
In Suriname werd de term koelie gebruikt om te verwijzen naar Aziatische (Hindostaanse, Javaanse en Chinese) contractarbeiders na de afschaffing van de slavernij. In de huidige tijd wordt koelie echter vooral als racistische term gebruikt door met name de Afro-Caraïbische bevolking om de groep Hindostanen aan te duiden. Als er wordt gerefereerd naar de geschiedenis van contractarbeiders wordt de term soms ook vervangen door de term tot koelie gemaakten, deze term werd geïntroduceerd door Radjinder Bhagwanbali,  een Surinaams historicus die aantoonde dat contractarbeid, niet als vrij maar als ernstig beperkt gekenmerkt moest worden.
Het gebruik van het het woord koelie als racistische term is ook overgewaaid naar Nederland, waar het vooral wordt gebruikt tegen Hindostanen of vermeende Hindostanen zoals Pakistanen en Indiërs. In 2023 leidde dit tot de eerste veroordeling voor het gebruik ervan. Het scheldwoord wordt ook onder Nederlanders van kleur gebruikt. In deze zaak ging het om een zwarte man die nu is veroordeeld voor het gebruik ervan. De rechter stelde het gebruik van het woord gelijk aan het gebruik van de pejoratieve term neger.
In de Verenigde Staten wordt de term vooral in verband gebracht met Sinofobie, met voornamelijk Chinese immigranten als doelwit. Dit vindt ook zijn oorsprong in de Anti-Coolie Act van 1862 die door de California State Legislature werd aangenomen en als voorganger diende van de uiteindelijke Chinese Exclusion Act.